# Pippa Black
Pippa Black, född 16 oktober 1982 i Ferntree Gully, Victoria, är en australisk skådespelerska. Hon har medverkat i bland annat Grannar och Outsourced.